# Emiliana Arango
Emiliana Arango (n. 28 noiembrie 2000, Medellín, Columbia) este o jucătoare columbiană de tenis. Cea mai bună clasare a sa este locul 76 mondial, în iunie 2025, iar la dublu locul 561 mondial, în august 2020. A câștigat trei titluri de simplu în circuitul ITF. Jucând pentru echipa de Fed Cup a Columbiei, Arango are un bilanț de 11-8 victorii și pierderi.